# 塞子木科
塞子木科（学名：Simaroubaceae），只有1属1种，是单种科，只生长在美国南部，是当地的特有种。
本科植物是小乔木或灌木，木材有苦味，有树脂；单叶互生，无托叶；花为絮状，类似柳絮；果实为小核果。
1981年的克朗奎斯特分类法为其单独设立一个塞子木目，（Leitneriales Engl.， 1897年）属于金缕梅亚纲，1998年根据基因亲缘关系分类的APG 分类法将其并入苦木科中， 2003年经过修订的APG II 分类法维持原分类。